# Amy (computerspel)
Amy (ook wel geschreven als A.M.Y.) is een survival horrorspel met stealthelementen ontwikkeld door het Franse VectorCell en uitgegeven door een van de twee bazen van de ontwikkelaar, Lexis Numérique. Het spel kwam uit in Europa op 11 januari 2012 voor de PlayStation Network en de Xbox 360. Een port naar Microsoft Windows zou in de maak zijn.

## Gameplay
Amy is een survival horrorspel waarin de speler Lana bestuurt terwijl zij probeert om de 8-jarige autistische Amy uit een stad met zombies te begeleiden. In het begin van het spel zitten beiden in een trein op weg naar een ziekenhuis waar Amy naartoe moet. De trein ontspoort en ze belanden in een donkere en vijandige omgeving. Het spel wordt gespeeld vanuit een derde persoonsperspectief en het belangrijkste doel is om ervoor te zorgen dat Amy buiten schot blijft. De wezens zorgen voor een besmetting, maar Amy heeft een immuniserend aura dat voorkomt dat Lana besmet raakt wanneer zij in de buurt van Amy blijft. Daarom loopt de speler ook het grootste deel van het spel met Amy aan de hand. Als Lana Amy loslaat zal Lana geleidelijk geïnfecteerd raken. Haar huid wordt bleek en haar zicht wordt wazig. 
Naast langs vijanden heen sluipen is Lana ook in staat om vijanden aan te vallen met objecten die zij vindt, zoals stokken en breekijzers. Wapens zijn echter na verloop van tijd ook beschikbaar.

## Ontvangst
| Gemiddelde Score | Gemiddelde Score                                 |
| ---------------- | ------------------------------------------------ |
| Bron             | Score                                            |
| GameRankings     | 27,87% (PlayStation 3) 25,81% (Xbox 360)         |
| Metacritic       | 33 uit 100 (PlayStation 3) 25 uit 100 (Xbox 360) |
| Review Score     |                                                  |
| Publicist        | Beoordeling                                      |
| Eurogamer        | 2/10                                             |
| Game Informer    | 3/10                                             |
| Gamespot         | 3/10                                             |
| IGN              | 2/10                                             |
| Machinima.com    | 3/10                                             |

Amy is zeer slecht ontvangen en kreeg vele matige recensies. De score van Metacritic waren een 2,5 en een 3,3 en GameRankings kwam uit tussen de 2,5 en 2,8.
Eurogamer bekritiseerde het krampachtige bewegen, matige scripting, te makkelijke puzzels en het slechte checkpointsysteem. Andere recensenten ondervonden ook problemen met het checkpointsysteem, dat te wreed zou zijn. Er kon namelijk niet tussen hoofdstukken (met gemiddeld een tijdsduur van een half uur) door worden opgeslagen en dit leverde frustraties op wanneer men door fouten in het spel doodging of als men wou stoppen met spelen, waarna het hoofdstuk weer opnieuw gespeeld moest worden. Een update in april 2012 loste dit probleem echter deels op.
Onder andere de recensenten van IGN en Gamespot noemden het idee achter Amy goed, zoals het besmettingssysteem, alleen kwam dit wegens een slechte uitvoering niet tot zijn recht. Daarnaast bestempelden ze het spel als bijna onspeelbaar door slechte gameplay.